# Acanthoscelides leucopygius
Acanthoscelides leucopygius is een keversoort uit de familie bladkevers (Chrysomelidae). De wetenschappelijke naam van de soort werd in 1830 gepubliceerd door Josef Anton Maximilian Perty.